# Gustaf Örn (1863–1944)
Gustaf Oskar Örn, född 1 december 1863 i Lindesby, Lindesbergs landsförsamling, död 15 november 1944 i Påskallavik, var en svensk bruksidkare. Han var far till Bertil Örn.
Gustaf Örn var son till bruksägaren Per Victor Örn och Maria Ericsson. Han genomgick Tekniska elementarskolan i Örebro 1878–1881, var därefter under ett års tid anställd vid Skinnskattebergs bruk och studerade bergsvetenskap vid Bergsskolan i Falun 1882–1883. Sedan han 1883–1884 praktiserade vid Billsjö bruk i Kopparbergs län fortsatte han sina studier vid Bergshögskolan 1884–1885, varefter han 1885–1887 var verksam vid Karmansbo bruk. 1887 blev han ägare av Adolfsfors bruk och sågverk i Köla socken, som han avyttrade 1902. Under de närmaste åren inköpte Örn ett flertal betydande bruksegendomar i Norge, vilka han emellertid inte innehade länge. Bland annat ägde han Ranheims cellulosafabrik och pappersbruk vid Trondheim 1903–1906 samt Lundemo bruk söder om Trondheim och Follafoss bruk norr om Levanger 1906–1910. Örn var under flera år själv bosatt i Trondheim, och 1906–1912 fungerade han som svensk konsul där. 1905–1906 ägde han även Noreborgs bruk och Åmotfors pappersbruk, båda i Värmlands län, samt 1911–1917 Tuna fabriks AB med träsliperi och såg i Matfors. Sedan Örn kort före första världskriget återvänt till Sverige, ägnade han sig till en början främst åt företagen i Matfors, tills han 1915 köpte aktiestocken av pappersbruket och sulfitfabriken AB Emsfors bruk i Emsfors. Bruket drevs av Örn som ett familjebolag, där han själv var VD och ordförande i styrelsen. Under Örns ledning utvecklades bolaget till ett av de främsta inom branschen. Särskilt intresserade sig Örn för bolagets export, bland annat till Storbritannien och dess kolonier, Japan, USA och Sydamerika. Förutom detta bolag ägde Örn under senare år flera andra bruksföretag i Småland och Norrland, bland annat 1934–1942 Alsterfors glasbruk, och från 1937 AB Högfors träsliperi. 1937 köpte han Färna herrgård. Örn blev känd för sitt intresse för konst och vetenskap. För sina donationer till olika vetenskapsinstitutioner belönades han med Vetenskapsakademiens Linnémedalj.